# (228) Agathe
(228) Agathe – planetoida z pasa głównego asteroid okrążająca Słońce w ciągu 3 lat i 99 dni w średniej odległości 2,2 j.a. Została odkryta 19 sierpnia 1882 roku w Obserwatorium Uniwersyteckim w Wiedniu przez Johanna Palisę. Nazwa planetoidy pochodzi od imienia córki austriackiego astronoma Theodora von Oppolzera.